# Ряснопільська сільська рада
Ря́снопільська сільська́ ра́да — колишня адміністративно-територіальна одиниця та орган місцевого самоврядування в Березівському районі Одеської області. Адміністративний центр — село Ряснопіль.
Одеська обласна рада рішенням від 20 серпня 1999 року виключила з облікових даних село Оленівка Ряснопільської сільської ради.

## Загальні відомості
Ряснопільська сільська рада утворена в 1926 році.
- Територія ради: 226,053 км²
- Населення ради: 2 176 осіб (станом на 2001 рік)

## Населені пункти
Сільській раді були  підпорядковані населені пункти:
- с. Ряснопіль
- с. Зеленопілля
- с. Іванівка
- с. Основа
- с. Петрівка
- с. Сухине

## Населення
Згідно з переписом 1989 року населення сільської ради становило 2353 особи, з яких 1096 чоловіків та 1257 жінок.
За переписом населення 2001 року в сільській раді мешкало 2175 осіб.

### Мова
Розподіл населення за рідною мовою за даними перепису 2001 року:
| Мова       | Відсоток |
| ---------- | -------- |
| українська | 94,3 %   |
| російська  | 2,34 %   |
| молдовська | 1,79 %   |
| вірменська | 0,55 %   |
| болгарська | 0,32 %   |
| білоруська | 0,28 %   |
| циганська  | 0,18 %   |

## Склад ради
Рада складається з 16 депутатів та голови.
- Голова ради: Вірич Володимир Михайлович
- Секретар ради: Плахтєєва Альвіна Едуардівна

### Керівний склад попередніх скликань
| Прізвище, ім'я, по батькові  | Основні відомості                                                                                  | Дата обрання | Дата звільнення |
| ---------------------------- | -------------------------------------------------------------------------------------------------- | ------------ | --------------- |
| Біднюк Володимир Миколайович | Сільський голова, 1948 року народження, безпартійний                                               | 26.03.2006   | 31.10.2010      |
| Вірич Володимир Михайлович   | Сільський голова, 1959 року народження, освіта вища, член Всеукраїнського об'єднання «Батьківщина» | 31.10.2010   | 25.10.2020      |

Примітка: таблиця складена за даними сайту Верховної Ради України

### Депутати
За результатами місцевих виборів 2010 року депутатами ради стали:

#### За суб'єктами висування
| Суб'єкт висування | Кількість обраних депутатів | %    |
| ----------------- | --------------------------- | ---- |
| Самовисування     | 10                          | 62,5 |
| Партія регіонів   | 6                           | 37,5 |

#### За округами
| № округу        | Прізвище, ім'я, по батькові        | Дата визнання обраним | Освіта             | Партійна приналежність | Відомості про обраного депутата                                         |
| --------------- | ---------------------------------- | --------------------- | ------------------ | ---------------------- | ----------------------------------------------------------------------- |
| Партія регіонів |                                    |                       |                    |                        |                                                                         |
| 3               | Шуляк Галина Іллівна               | 03.11.2010            | вища               | член Партії регіонів   | Петрівська загальноосвітня школа, заступник директора з виховної роботи |
| 4               | Вітрюк Ольга Миколаївна            | 03.11.2010            | середня спеціальна | член Партії регіонів   | приватний підприємець «Вітрюк Ольга», директор                          |
| 8               | Кухаренко Галина Іванівна          | 03.11.2010            | середня            | член Партії регіонів   | тимчасово не працює                                                     |
| 9               | Конфедерат Віталій Михайлович      | 03.11.2010            | середня спеціальна | член Партії регіонів   | фермерське господарство «Конфедерат В. М.», директор                    |
| 14              | Тимошенко Ірина Никодимівна        | 03.11.2010            | вища               | член Партії регіонів   | тимчасово не працює                                                     |
| 15              | Чернєцов Сергій Михайлович         | 03.11.2010            | середня спеціальна | член Партії регіонів   | Ряснопільська ветеринарна дільниця, ветеринарний лікар                  |
| Самовисування   |                                    |                       |                    |                        |                                                                         |
| 1               | Мороз Людмила Миколаївна           | 03.11.2010            | вища               | позапартійна           | Петрівська загальноосвітня школа, вчитель                               |
| 2               | Копач Валентина Вікторівна         | 03.11.2010            | середня            | позапартійна           | Петрівський сільський будинок культури, завідувачка                     |
| 5               | Колодяжний Олександр Олександрович | 03.11.2010            | середня спеціальна | позапартійний          | ДП «Зернятко», обліковець                                               |
| 6               | Музика Олександр Миколайович       | 03.11.2010            | середня спеціальна | позапартійний          | одноосібник                                                             |
| 7               | Бондар Валерій Анатолійович        | 26.12.2010            | середня            | позапартійний          | ТОВ «Овен», заступник директора                                         |
| 10              | Меланич Віра Сергіївна             | 03.11.2010            | середня спеціальна | позапартійна           | ПП «Неділько», продавець                                                |
| 11              | Плахтєєва Альвіна Едуардівна       | 03.11.2010            | середня спеціальна | позапартійна           | Ощадбанк 3166/02, касир-контролер                                       |
| 12              | Попик Наталія Олегівна             | 03.11.2010            | вища               | позапартійна           | тимчасово не працює                                                     |
| 13              | Саджаніца Валентина Іванівна       | 03.11.2010            | середня спеціальна | позапартійна           | пенсіонер                                                               |
| 16              | Котлик Людмила Олександрівна       | 03.11.2010            | середня спеціальна | позапартійна           | Ряснопільська сільська рада, начальник військово-облікового столу       |